# Winand Michael Wigger
Winand Michael Wigger (Nueva York, 9 de diciembre de 1841 - Newark, 5 de enero de 1901) fue un prelado católico estadounidense, tercer obispo de Newark.

## Biografía
Winad Michael Wigger nació en Nueva York el 9 de diciembre de 1841, siendo el segundo de los cuatro hijos de John Joseph y Elizabeth Wigger, inmigrantes alemanes en los Estados Unidos. La familia estableció su residencia en Nueva York en 1845. Realizó su primeros estudios en la escuela parroquial de San Francisco de Asís y luego en el colegio de San Francisco Javier de Nueva York, sacando el Bachiller universitario en letras en 1860. Ingresó al seminario Seton Hill de la diócesis de Newark y en 1862 fue trasladado a Génova (Italia), donde fue ordenado sacerdote el 10 de junio de 1865 por el arzobispo Andreas Charvaz. Fue nombrado sacerdote asistente de la catedral de San Patricio de Newark (1865-1869).
Wigger obtuvo un doctorado en teología de la Universidad de la Sapienza de Roma en 1869. A su regreso a la diócesis, desempeñó los siguientes cargos eclesiásticos: párroco de San Vicente, en Madison (1869-1873), de San Juan en Orange (1873-1874), de Santa Teresa en Summit (1874-1876) y nuevamente de San Vicente (1876-1881).
Wigger fue nombrado obispo de Newark, por el papa León XIII el 11 de julio de 1881. Fue consagrado el 18 de octubre de ese mismo año, de manos de su predecesor Michael Augustine Corrigan, entonces arzobispo de Nueva York. Durante su episcopado, el obispo de se encargó de proporcionar los elementos pastorales necesarios para mantener la fe de los inmigrantes alemanes e irlandeses, especialmente en el campo de la educación y centros culturales, para ello aprobó y apoyó la fundación de las Dominicas de Caldwell, celebró el quinto sínodo diocesano (1886), construyó la catedral del Sagrado Corazón de Newark (1896) y comenzó la construcción de la escuela secundaria Barringer High School. Murió el 5 de enero de 1991, a causa de una neumonía, y fue sepultado en el cementerio del Santo Sepulcro de East Orange.